# Tennis in the Land 2022
Tennis in the Land 2022 byl profesionální tenisový turnaj žen na okruhu WTA Tour, hraný na otevřených tvrdých dvorcích v areálu Jacobs Pavilion. Probíhal mezi 22. až 28. srpnem 2022 v ohijském Clevelandu jako druhý ročník turnaje. Jednalo se o poslední díl ženské poloviny letní US Open Series, jakožto závěrečné přípravy před čtvrtým grandslamem sezóny US Open. 
Turnaj organizovaný místní sportovní agenturou Topnotch Management, a dotovaný 251 750 dolary, se řadil do kategorie WTA 250. Nejvýše nasazenou singlistkou se stala dvacátá třetí tenistka světa Barbora Krejčíková z Česka, kterou ve druhém kole vyřadila Američanka Bernarda Peraová. V důsledku invaze Ruska na Ukrajinu na konci února 2022 řídící organizace tenisu ATP, WTA a ITF s grandslamy rozhodly, že ruští a běloruští tenisté mohli dále na okruzích startovat, ale do odvolání nikoli pod vlajkami Ruska a Běloruska.
Třetí singlový titul na okruhu WTA Tour získala 23letá Ljudmila Samsonovová, která po triumfu na Citi Open vyhrála druhý turnaj v řadě. Čtyřhru ovládl americko-australský pár Nicole Melicharová-Martinezová a Ellen Perezová, jehož členky si odvezly první společnou trofej.

## Rozdělení bodů a finančních odměn

### Rozdělení bodů
| Soutěž      | Soutěž      | vítězové | finalisté | semifinalisté | čtvrtfinalisté | 16 v kole | 32 v kole | Q  | Q2 | Q1 |
| ----------- | ----------- | -------- | --------- | ------------- | -------------- | --------- | --------- | -- | -- | -- |
| dvouhra žen | [ 3 ] [ 6 ] | 280      | 180       | 110           | 60             | 30        | 1         | 18 | 12 | 1  |
| čtyřhra žen | [ 7 ]       | 280      | 180       | 110           | 60             | 1         | —         | —  | —  | —  |

### Finanční odměny
| Soutěž                                | Soutěž      | vítězové | finalisté | semifinalisté | čtvrtfinalisté | 16 v kole | 32 v kole | Q2      | Q1      |
| ------------------------------------- | ----------- | -------- | --------- | ------------- | -------------- | --------- | --------- | ------- | ------- |
| dvouhra žen                           | [ 3 ] [ 6 ] | 33 200 $ | 19 750 $  | 11 000 $      | 6 200 $        | 4 100 $   | 2 835 $   | 2 360 $ | 1 750 $ |
| čtyřhra žen                           | [ 7 ]       | 12 000 $ | 6 700 $   | 3 950 $       | 2 350 $        | 1 800 $   | —         | —       | —       |
| částka ve čtyřhrách je uvedena na pár |             |          |           |               |                |           |           |         |         |

## Ženská dvouhra

### Nasazení
| Stát                          | Hráčka                   | WTA | Nasazení |
| ----------------------------- | ------------------------ | --- | -------- |
| Česko                         | Barbora Krejčíková       | 19. | 1.       |
| Itálie                        | Martina Trevisanová      | 26. | 2.       |
|                               | Jekatěrina Alexandrovová | 27. | 3.       |
| Belgie                        | Elise Mertensová         | 33. | 4.       |
| Rumunsko                      | Irina-Camelia Beguová    | 34. | 5.       |
| Francie                       | Caroline Garciaová       | 35. | 6.       |
|                               | Aljaksandra Sasnovičová  | 36. | 7.       |
| Francie                       | Alizé Cornetová          | 37. | 8.       |
| Žebříček WTA k 15. srpnu 2022 |                          |     |          |

### Jiné formy účasti
Následující hráčky obdržely divokou kartu do hlavní soutěže:
- Lauren Davisová
- Sofia Keninová
- Barbora Krejčíková
- Peyton Stearnsová

Následující hráčky si zajistily postup do hlavní soutěže v kvalifikaci:
- Dalayna Hewittová
- Eri Hozumiová
- Laura Siegemundová
- Harmony Tanová

Následující hráčky postoupily z kvalifikace jako šťastné poražené:
- Francesca Di Lorenzová
- Iryna Šymanovičová
- Marcela Zacaríasová

### Odhlášení
před zahájením turnaje
- Caroline Garciaová → nahradila ji   Iryna Šymanovičová
- Camila Giorgiová → nahradila ji  Magda Linetteová
- Kaia Kanepiová → nahradila ji  Aleksandra Krunićová
- Ann Liová → nahradila ji  Camila Osoriová
- Elise Mertensová → nahradila ji  Marcela Zacaríasová
- Anastasija Potapovová → nahradila ji  Francesca Di Lorenzová
- Shelby Rogersová → nahradila ji  Dajana Jastremská

### Nasazení
| Stát                                                                      | Hráčka                      | Stát             | Hráčka               | WTA | Nasazení |
| ------------------------------------------------------------------------- | --------------------------- | ---------------- | -------------------- | --- | -------- |
| Česko                                                                     | Barbora Krejčíková          | Česko            | Kateřina Siniaková   | 10. | 1.       |
| USA                                                                       | Nicole Melichar-Martinezová | Austrálie        | Ellen Perezová       | 62. | 2.       |
| Japonsko                                                                  | Šúko Aojamová               | Čínská Tchaj-pej | Čan Chao-čching      | 64. | 3.       |
| Kazachstán                                                                | Anna Danilinová             | Srbsko           | Aleksandra Krunićová | 66. | 4.       |
| Žebříček WTA k 15. srpnu 2022; číslo je součtem umístění obou členek páru |                             |                  |                      |     |          |

### Jiné formy účasti
Následující páry získaly do soutěže divokou kartu:
- Francesca Di Lorenzová  /  Marcela Zacaríasová
- Dalayna Hewittová /  Peyton Stearnsová

### Odhlášení
před zahájením turnaje
- Alexa Guarachiová /  Andreja Klepačová → nahradily je  Elixane Lechemiová /  Julia Lohoffová
- Eri Hozumiová /  Makoto Ninomijová → nahradily je  Chan Sin-jün /  Eri Hozumiová
- Anastasija Potapovová /   Jana Sizikovová → nahradily je  Majar Šarífová /   Jana Sizikovová
- Sü I-fan /  Jang Čao-süan → nahradily je  Ingrid Gamarra Martinsová /  Emily Webleyová-Smithová

## Přehled finále

### Ženská dvouhra
- Ljudmila Samsonovová vs.   Aljaksandra Sasnovičová, 6–1, 6–3

### Ženská čtyřhra
- Nicole Melicharová-Martinezová /  Ellen Perezová vs.   Anna Danilinová /  Aleksandra Krunićová, 7–5, 6–3